# Phi1 Orionis
Phi1 Orionis (φ1 Ori / φ1 Orionis) è una stella binaria di magnitudine 4,4 situata nella costellazione di Orione. Dista 985 anni luce dal sistema solare. È conosciuta anche con il nome di Khad Prior.

## Osservazione

Khad Prior è la seconda stella per luminosità dell'immagine, in prossimità del centro dell'immagine stessa.

Si tratta di una stella situata nell'emisfero celeste boreale, ma molto in prossimità dell'equatore celeste; ciò comporta che possa essere osservata da tutte le regioni abitate della Terra senza alcuna difficoltà e che sia invisibile soltanto nelle aree più interne del continente antartico. Nell'emisfero nord invece appare circumpolare solo molto oltre il circolo polare artico. La sua magnitudine pari a 4,4 fa sì che possa essere scorta solo con un cielo sufficientemente libero dagli effetti dell'inquinamento luminoso.
Il periodo migliore per la sua osservazione nel cielo serale ricade nei mesi compresi fra fine ottobre e aprile; da entrambi gli emisferi il periodo di visibilità rimane indicativamente lo stesso, grazie alla posizione della stella non lontana dall'equatore celeste.

## Caratteristiche fisiche
La stella è una gigante azzurra ma non è una stella singola in quanto si tratta di una binaria spettroscopica, con la secondaria che ruota attorno alla principale in un periodo di 3,068 giorni. Possiede una magnitudine assoluta di -3 e la sua velocità radiale positiva indica che la stella si sta allontanando dal sistema solare.